# 沃纳陨石坑
沃纳陨石坑(Warner)是位于月球正面史密斯海中部的一座大撞击坑，
其名称取自美国机械工程师、企业家、天文学家及慈善家伍斯特·里德·沃纳(Worcester Reed Warner，1846年-1929年)，1976年被国际天文学联合会正式批准接受。

## 描述

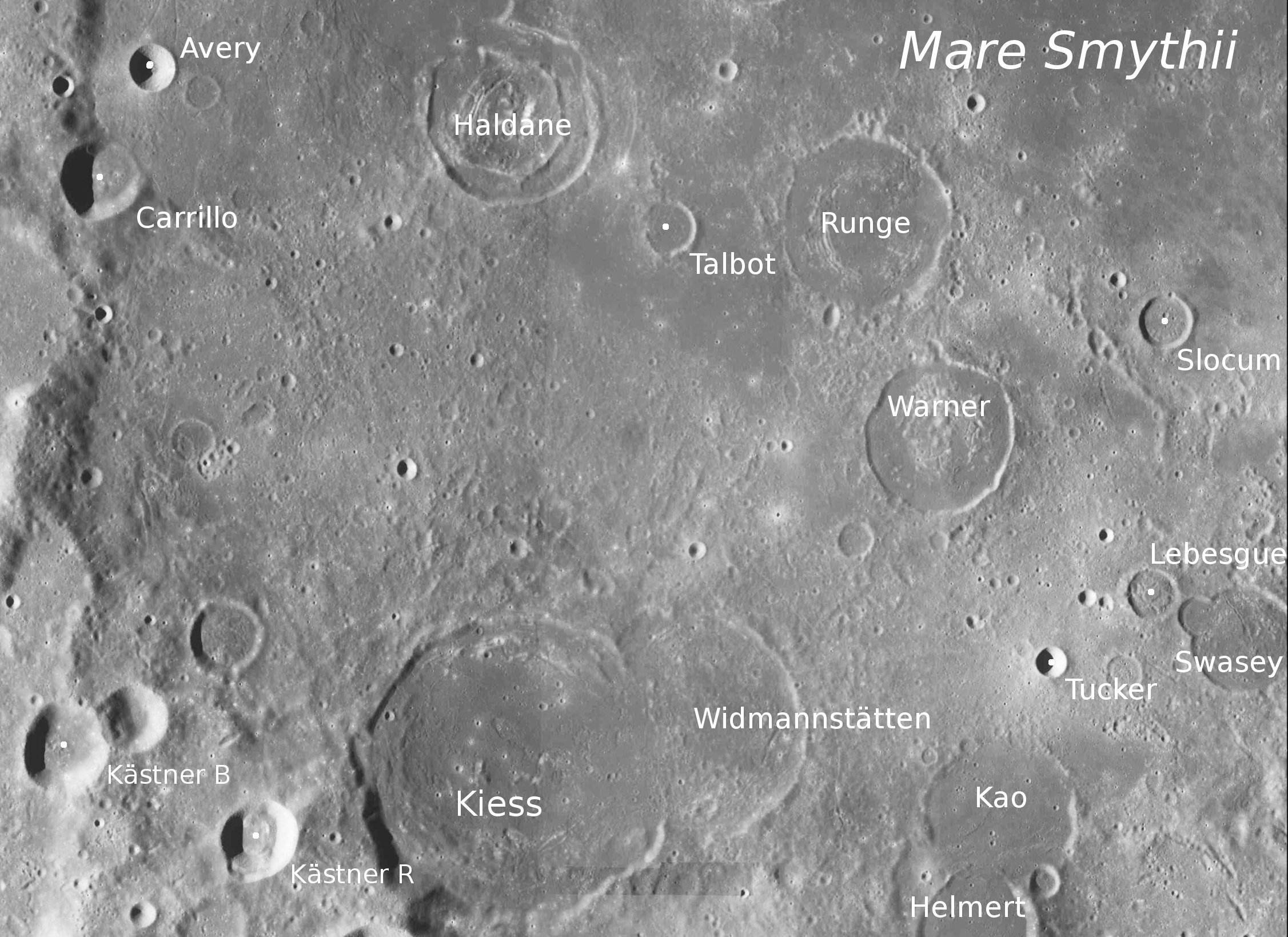
沃纳环形山周边图，月球勘测轨道飞行器拍摄的图像。

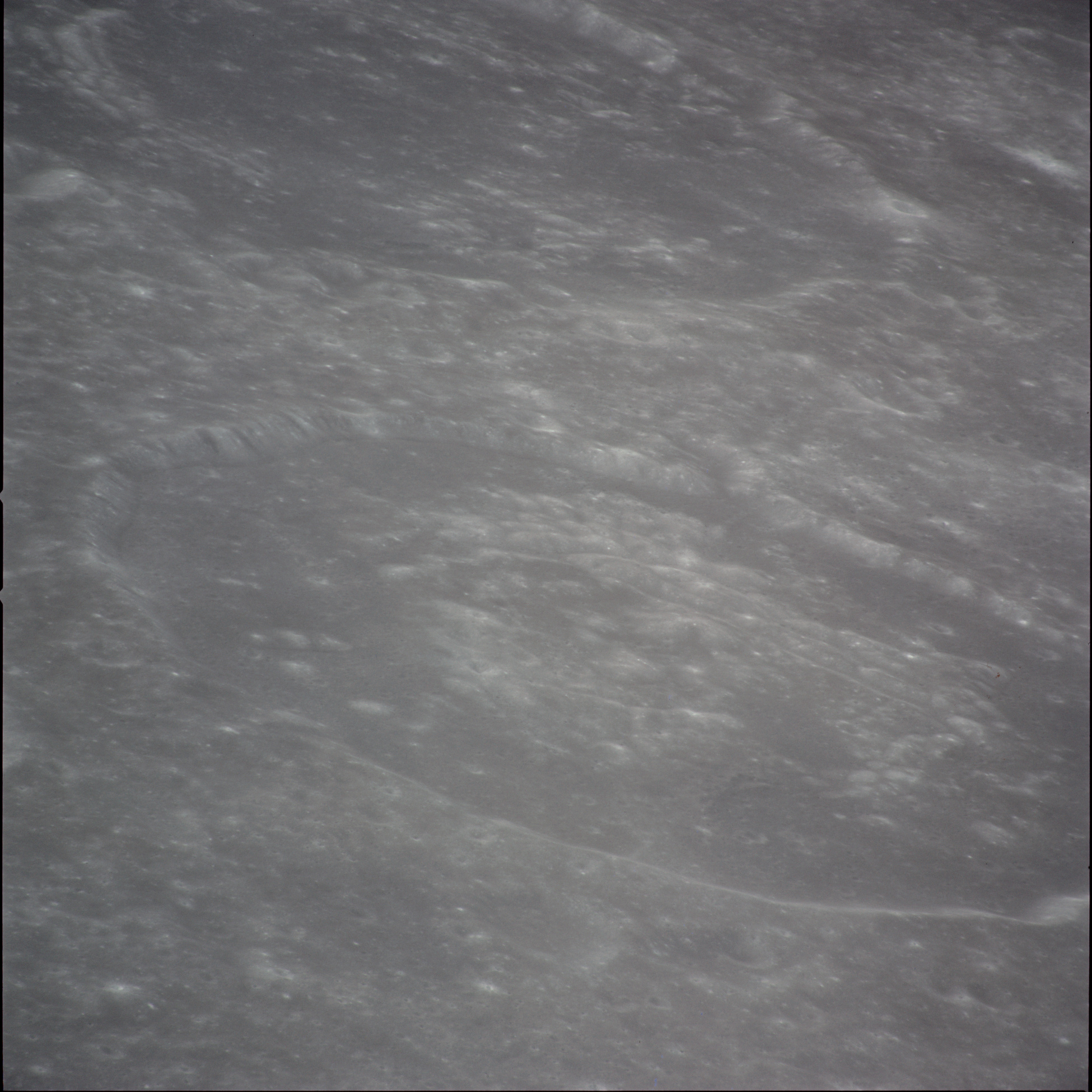
阿波罗14号拍摄的斜视图，前面是沃纳陨石坑，后面是龙格陨石坑。

该陨坑西北毗邻塔尔博特陨石坑；北面靠近龙格陨石坑；斯洛克姆陨石坑位于它的东北偏东；东南和西南分别坐落着勒贝格陨石坑和魏德曼施泰登环形山；南面则是相联的高平子环形山和赫尔默特陨石坑。该陨坑的中心月面坐标为3°59′S 87°21′E / 3.98°S 87.35°E，直径34.5公里，
深度约250米。
沃纳陨石坑接近圆状，几乎已完全被熔岩流淹没，只剩下一圈浅浅的残壁突出在表面，其中南北二侧坑壁相对更低矮。坑底表面类似周边的月海，除显示有一些细小的陨坑外，还分布着一圈由同心的残存山脊组成的更小环壁，但该类尺寸的陨坑拥有双壁的并不多见，有可能是另一座更小撞击坑的残骸。沃纳陨石坑的形态特征类似于龙格陨石坑。

## 另请参阅
- Andersson, L. E.; Whitaker, E. A. . NASA RP-1097. 1982.
- Blue, Jennifer. . USGS. July 25, 2007  [2007-08-05]. （原始内容存档于2013-02-13）.
- Bussey, B.; Spudis, P. . New York: Cambridge University Press. 2004. ISBN 978-0-521-81528-4.
- Cocks, Elijah E.; Cocks, Josiah C. . Tudor Publishers. 1995. ISBN 978-0-936389-27-1.
- McDowell, Jonathan. . Jonathan's Space Report. July 15, 2007  [2007-10-24]. （原始内容存档于2012-05-26）.
- Menzel, D. H.; Minnaert, M.; Levin, B.; Dollfus, A.; Bell, B. . Space Science Reviews. 1971, 12 (2): 136–186. Bibcode:1971SSRv...12..136M. doi:10.1007/BF00171763.
- Moore, Patrick. . Sterling Publishing Co. 2001. ISBN 978-0-304-35469-6.
- Price, Fred W. . Cambridge University Press. 1988. ISBN 978-0-521-33500-3.
- Rükl, Antonín. . Kalmbach Books. 1990. ISBN 978-0-913135-17-4.
- Webb, Rev. T. W.  6th revised. Dover. 1962. ISBN 978-0-486-20917-3.
- Whitaker, Ewen A. . Cambridge University Press. 1999. ISBN 978-0-521-62248-6.
- Wlasuk, Peter T. . Springer. 2000. ISBN 978-1-85233-193-1.